# Paso Real de San Diego
Paso Real de San Diego es una localidad cubana del municipio de Los Palacios, perteneciente a la provincia de Pinar del Río.

## Historia
Hacia la década de 1860, el pueblo, por entonces cabeza del partido de San Diego de los Baños, tenía contabilizada una población de 240 habitantes. Aparece descrito en el cuarto tomo del Diccionario geográfico, estadístico, histórico, de la isla de Cuba de Jacobo de la Pezuela con las siguientes palabras:

Paso real de San Diego. (pueblo) Pueblo cabeza de Part.º de San Diego de los Baños, y residencia habitual de su capitan pedáneo, que se traslada al pueblo de San Diego durante la temporada de baños. Está situado en el camino real de la Vuelta Abajo, á entrambas orillas del rio de San Diego, y en terrenos del corral de este nombre, sobre suelo firme y saludable. El caserío no pasa de 50 edificios de todas clases, y la poblacion asciende á 240 habitantes. El censo de 1844 le daba 218 habitantes, y el Cuadro Estadístico de 1846 señalaba en este pueblo 22 casas de teja y embarrado, 13 tiendas mismas, una botica, 2 herrerías, 2 zapaterías, 2 billares, 3 médicos, una sombrerería, una talabartería, una barbería y una carpintería; 159 habitantes blancos, 35 libros de color y 47 esclavos. Segun los datos de 1857, el total de su vecindad no pasaba de 233 habitnates de toda clase, edad y sexo. Está situado á 2 leguas de los Palacios, á 3 ½ S. S. E. de San Diego de los Baños y á 6 N. N. O. del embarcadero de Dayaniguas. Además de la capitanía pedánea del pueblo, residen en este punto las siguientes dependencias: una recepturía de rentas, una cartería y 2 carteros, un subdelegado alcalde de mar, cuya jurisdiccion marítima se estiende desde la boca del Carraguao á punta de Gato en la costa del S. Se opone en gran manera á los progresos de este pueblo la falta de parroquia y el carecer de todo culto religioso. Hay una escuela gratuita de primeras letras para varones, coteada por los fondos municipales, y una fonda bastante buena, donde suelen detenerse los transeuntes que van de Dayaniguas á San Diego en la temporada de baños.
(Pezuela, 1866, p. 191)